# بكتمير
بكتمير هي بلدة في مقاطعة كتاب في ولاية قشقداريا في أوزبكستان.